# Alvania dipacoi
Alvania dipacoi is een slakkensoort uit de familie van de Rissoidae. De wetenschappelijke naam van de soort is voor het eerst geldig gepubliceerd in 1989 door Giusti Fr. & Nofroni.